# Aedes cozumelensis
Aedes cozumelensis är en tvåvingeart som beskrevs av Diaz Najera 1966. Aedes cozumelensis ingår i släktet Aedes och familjen stickmyggor. Inga underarter finns listade i Catalogue of Life.